# Billy May
Pour les articles homonymes, voir May.
William E. "Billy" May, né le 10 novembre 1916 à Pittsburgh (Pennsylvanie) et mort le 22 janvier 2004 à San Juan Capistrano (Californie), est compositeur et trompettiste américain.

## Biographie
Il meurt en 2004 d'une crise cardiaque.

## Filmographie

### comme compositeur
- 1956 : The Jaywalker
- 1957 : The Fuzzy Pink Nightgown
- 1958 : Love That Jill (série télévisée)
- 1960 : Dan Raven (série télévisée)
- 1962 : Sergeants 3
- 1963 : Johnny Cool
- 1966 : Le Frelon vert (The Green Hornet) (série télévisée)
- 1967 : Tony Rome est dangereux (Tony Rome)
- 1968 : The Secret Life of an American Wife
- 1968 : La Nouvelle Équipe ("The Mod Squad") (série télévisée)
- 1969 : The Pigeon (TV)
- 1969 : The Ballad of Andy Crocker (TV)
- 1972 : Emergency! (série télévisée)
- 1972 : M.A.S.H. ("M*A*S*H") (série télévisée)
- 1975 : The Specialists (TV)
- 1976 : American Reunion
- 1977 : Tail Gunner Joe de Jud Taylor (téléfilm)
- 1977 : Chips ("CHiPs") (série télévisée)
- 1978 : Emergency: Survival on Charter #220 (TV)
- 1978 : Little Mo (TV)
- 1981 : The Return of the Beverly Hillbillies (TV)
- 1981 : Tout l'or du ciel (Pennies from Heaven)
- 1992 : Yma Sumac - Hollywoods Inkaprinzessin

### comme acteur
- 1935 : Femmes d'affaires (Traveling Saleslady) de Ray Enright : Announcer
- 1942 : Orchestra Wives : Billy May, Orchestra Member

## Honneurs
Billy May a été introduit au Jazz Hall of Fame en 1988.
- Notices d'autorité :   - VIAF
  - ISNI
  - BnF (données)
  - IdRef
  - LCCN
  - GND
  - Italie
  - Japon
  - Espagne
  - Belgique
  - Pays-Bas
  - Pologne
  - Israël
  - NUKAT
  - Australie
  - Norvège
  - Lettonie
  - WorldCat